# 1988年ソウルオリンピックのトルコ選手団
1988年ソウルオリンピックのトルコ選手団（1988ねんソウルオリンピックのトルコせんしゅだん）は、1988年9月17日から10月2日にかけて韓国のソウルで開催された1988年ソウルオリンピックのトルコ選手団、およびその競技結果。

## 概要
今大会は金メダル1個、銀メダル1個、合計2個のメダルを獲得した。
ウエイトリフティング男子60kg級でナイム・スレイマノグルが金メダルを獲得、トルコ勢としては1968年メキシコシティーオリンピック以来5大会ぶりの金メダルとなった。

## メダル
| メダル | 選手名                 | 競技                 | 種目                     |
| ------ | ---------------------- | -------------------- | ------------------------ |
| 金     | ナイム・スレイマノグル | ウエイトリフティング | 男子60kg級               |
| 銀     | ネジュミ・ゲンチャルプ | レスリング           | 男子グレコローマン82kg級 |